# Rocadbåtar
Rocadbåtar är ett svenskt motorbåtsfabrikat tillverkat av Skölds Plast AB i Kungshamn, Bohuslän. Hette tidigare Rival.

## Båtmodeller
- Rocad 706 WAC - Walkaround Cabin
- Rocad 706 SP
- Rocad 706 SDC - Sun Deck Cabin
- Rocad 606 WAC - Walkaround Cabin
- Rocad 606 SP
- Rocad 560 SP
- Rocad 560 SD